# Ablex Publishing
Ablex Publishing — частное издательство, занимающееся публикацией книг и журналов на научные тематики, расположено в Нью-Йорке, США.
Изначально компания базировалась в Норвуде, штат Нью-Джерси, затем в Стэмфорде, штат Коннектикут.

## Деятельность
Ablex публикует книги, монографии, исследовательские работы и учебные пособия по следующим отраслям:
- коммуникация
- образование
- библиотечное дело
- психология
- техника

В 1977 году Ablex выкупило издательство JAI Press, дочерняя компания Elsevier, крупнейшего в мире издателя медицинской и научной литературы.

## Издания, серии, импринты
- Ablex Communication, Culture & Information Series (коммуникация, культура, информационные технологии)
- Ablex series in computational science (вычислительная техника)
- Ablex series in software engineering (разработка программного обеспечения)
- Ablex Theoretical Issues in Cognitive Science (теоретическая когнитивистика)
- Early Childhood Research Quarterly (проблемы младенчества и детства)
- International Journal of Bilingualism (вопросы билингвизма)[4]
- Linguistics and education: an international research journal (лингвистика и образование)
- National Women’s Studies Association Journal (проблемы женщин и феминизм)